# 더 시티 (텔레비전 프로그램)
더 시티(The City)는 MTV의 리얼리티 TV 시리즈로, 같은 MTV 시리즈의 《더 힐즈》의 스핀 오프 작품이다. 주연의 휘트니 포트와 그녀를 둘러싼 환경의 변화를 그리는 드라마이다.